# Bastegöl (Mörlunda socken, Småland, 634812-150949)
Bastegöl är en sjö i Hultsfreds kommun i Småland och ingår i Emåns huvudavrinningsområde.